# Куаутемок (Сакатекас)
Куаутемок (исп. Cuauhtémoc) — населённый пункт и муниципалитет в Мексике, входит в штат Сакатекас. Население 11 272 человека.

## История
Город основан в 1869 году .